# Allantoplacenta
Un allantoplacenta, ou placenta allanto-chorial, est une forme particulière de placenta, annexe embryonnaire reliant la muqueuse utérine aux villosités de l'œuf, permettant ainsi la nutrition de l'embryon.

## Caractéristiques
Dans ce type de placentas, contrairement aux omphalo-placentas, le chorion est vascularisé par des vaisseaux allantoïdes, et non vitellins. Seuls les Euthériens possèdent un allantoplacenta, et quelques Euthériens disposent d'un omphaloplacenta, comme les Chiroptères, les "insectivores" et certains rongeurs.
Un embryon à allantoplacenta se distingue d'un embryon à omphaloplacenta par un allantoïde bien plus développé et un lécithocèle très réduit. Il possède également des villosités placentaires.

## Types d'Allantoplacentas
Il existe deux types d'allantoplacentas: les placentas décidués et indécidués.
-Les placentas décidués se caractérisent par une association forte avec la muqueuse utérine. Dans ce type de placentas, la parturition expulse une partie de la muqueuse, ce qui provoque une hémorragie, du fait de l'association intime entre la mère et le fœtus. Chez la femme, l'hémorragie survient une demi-heure après l'accouchement. Cette muqueuse utérine caduque est qualifiée de décidue, d'où le nom des placentas décidués.
Les placentas décidués peuvent être  endothélio-choriaux zonaires comme par exemple chez les Carnivora : les villosités du chorion pénètrent dans la muqueuse utérine et parviennent au contact  des capillaires maternels qui sont ainsi emprisonnés. Les apports nutritifs se font par le sang maternel.
Ils peuvent également être hémo-choriaux discoïdes chez certains rongeurs et les primates, y compris l'Homme: les artères utérines débouchent sur des lacunes sanguines maternelles entourées d'un épithélium. Les veines de l'allantoïde sont associées à cet épithélium. De cette façon il n'y a pas de communication entre la circulation sanguine maternelle et de l'embryon. De plus, les villosités choriales sont regroupées au niveau d'une zone circulaire, d'où leur nom.

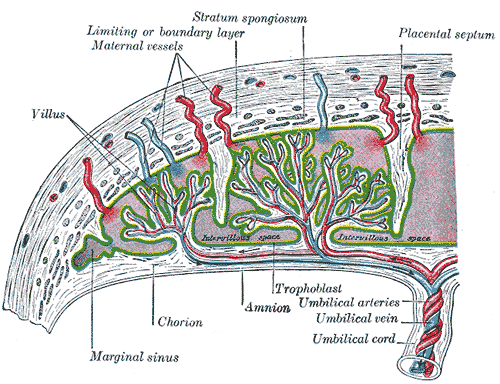
Placenta hémochorial

-Les placentas indécidués, ou épithélio-choriaux, présentent une imposition entre la muqueuse utérine et le placenta. La parturition provoque l'expulsion du placenta seul, et non de la muqueuse utérine. Cela permet d'éviter une hémorragie. Le placenta est expulsé seul, 1 ou 2 jours après la mise bas chez la jument par exemple.
Les placentas indécidués peuvent être diffus (comme chez le porc, les cétacés, le cheval ou l'éléphant): dans ce cas les villosités choriales sont présentes sur toute la surface du chorion, ou cotylédonaires, c'est-à-dire restreinte à de petites zones appelées les cotylédons, comme chez les Ruminants.
Des allantoplacentas ont été découverts chez des animaux non Thériens, comme des squamates de la famille des Scincidae, dans le genre Mabuya. Il semblerait que ce type d'allantoplacenta soit à la base de l'évolution des placentas par variation morphologique.
1. ↑  Thomson Flynn, T., 1923. On the occurrence of a true Allantoplacenta of the conjoint type conjoint type in an Australian lizard. (Preliminary communication). Records of
2. ↑  Leal F, Ramírez-Pinilla MP., Morphological variation in the allantoplacenta within the genus Mabuya (squamata: Scincidae), The Anatomical Record, 291: 1124-1139 (2008)

## Sources
-André Beaumont et Pierre Cassier, Biologie animale, les Cordés: anatomie comparée des vertébrés, 9e édition, Dunod, 2009, 653p.